# Гілевич Фелікс Ілліч
Фелікс Ілліч Гілевич (27 лютого 1936, Київ, Українська РСР, СРСР — 26 липня 1992, Київ, Україна) — радянський і український кінооператор.

## Біографія
Народився 27 лютого 1936 року в Києві в сім'ї службовців. В 1971 році закінчив операторський факультет Київського інституту театрального мистецтва.

Могила Фелікса Гілевича

В 1957—1960 роках працював фотокореспондентом видавництва «Укррекламфільм». 
В 1960—1963 роках був фотографом студії «Київнаукфільм»; в 1963—1966 роках асистентом «Укрхроніки»; в 1966—1969 роках — оператором Київської кіностудії науково-популярних фільмів.
У 1970 році перейшов на Кіностудію ім. Довженка.
Помер 26 липня 1992 року у Києві. Похований в Києві на Байковому кладовищі (ділянка № 49).

## Відзнаки
- Лауреат Державної премії СРСР (1978).
- Серед його нагород золота медаль Всесоюзного кінофестивалю спортивних фільмів у Тбілісі, срібна медаль Міжнародного кінофестивалю спортивних фільмів у Кортіна-д'Ампеццо, Гран-прі Міжнародного кінофестивалю в Оберхаузені за фільм «На-та-лі».

## Фільмографія

### Оператор
- 1969 — Містерія-буф (мультфільм, у співавт.)
- 1970 — Сеспель
- 1971 — Зозуля з дипломом
- 1972 — Гонщики
- 1972 — Схованка біля Червоних каменів
- 1973 — Заячий заповідник
- 1974 — 1977 — Народжена революцією
- 1977 — Запрошення до танцю
- 1978 — Королі і капуста
- 1980 — Скарбничка
- 1981 — Ярослав Мудрий
- 1983 — Карастоянови (Болгарія—СРСР)
- 1983 — Прискорення
- 1984 — Розсмішіть клоуна
- 1985 — Кармелюк
- 1988 — Любов до ближнього
- 1988 — Острів скарбів (анімаційний)
- 1988 — В'язень замку Іф
- 1989 — Мистецтво жити в Одесі
- 1990 — Папуга, що говорить на їдиш
- 1991 — Оберіг
- 1992 — Помилка професора Буггенсберга (не був завершений)

### Актор
- 1975 — Народжена революцією — «Довгий»
- 1978 — Королі і капуста — скрипаль